# Ademar da Silva Braga
Ademar da Silva Braga oder kurz Ademar Braga  (* 8. Januar 1945 in Rio de Janeiro) ist ein ehemaliger brasilianischer Fußballtrainer.

## Karriere
Bereits 1990 übernahm Braga die Mannschaft von CR Vasco da Gama für ein Spiel. Dabei betreute er das Team in der Ligabegegnung am 25. August 1990 mit AA Internacional (Limeira). Das Spiel wurde mit 0:1 verloren und Braga musste die Position wieder aufgeben.
1999 übernahm Braga seinen ersten Cheftrainerposten. Damals wurde er vom chinesischen Klub Shenyang Haishi unter Vertrag genommen. In der chinesischen Jia-A League, der ersten Liga des Landes, führte er das Team auf den elften Rang. Nach kurzer Zeit wurde dieses Engagement aber wieder beendet. Im Folgejahr übernahm der Fußballlehrer die iranische Nationalmannschaft. Diese betreute er für drei Monate. Braga übernahm das Team von Jalal Talebi, der diese noch im Oktober 2000 bei der Fußball-Asienmeisterschaft 2000 betreute. Nach drei Spielen und drei Siegen wurde er durch Miroslav Blažević ersetzt. Braga zog es dann wieder in die Heimat. Dort arbeitet er dann bald als Assistenztrainer bei Corinthians São Paulo. Im März des Jahres 2006 löste er Antônio Lopes als Cheftrainer aber und besetzte dessen Posten interimsweise. Am 30. des Monats gab der Klub-Vorstand dann bekannt, Brage als Cheftrainer einzusetzen. Bereits im Mai des gleichen Jahres wurde er dann aber wieder entlassen und Nachfolger Geninho vom Klub vorgestellt. Insgesamt betreute er die Corinthians-Kicker in fünf Ligaspielen, wovon er nur zwei gewinnen konnte.